# آونسس سور هلپه
آونسس سور هلپه (به فرانسوی: Avesnes-sur-Helpe) یک کمون در فرانسه است که در canton of Avesnes-sur-Helpe-Nord واقع شده‌است. آونسس سور هلپه ۲٫۲۴ کیلومتر مربع مساحت دارد ۱۷۰ متر بالاتر از سطح دریا واقع شده‌است.